# Presidência de George W. Bush
A  Presidência de George W. Bush teve início em 20 de janeiro de 2001, quando foi empossado como o 43.º Presidente dos Estados Unidos da América. Filho primogênito do antigo Presidente George H. W. Bush, George W. Bush foi vitorioso na eleição presidencial de 2000, tendo se tornado o segundo presidente na história estadunidense cujo pai também havia ocupado o mesmo cargo (o primeiro foi John Quincy Adams).
Após duas recontagens de votos, o candidato democrata Al Gore entrou com um pedido judicial para uma terceira recontagem. A Suprema Corte, em decisão controversa, decidiu que George W. Bush era o candidato eleito pelo povo estadunidense para assumir a Presidência. Com os 25 votos eleitorais acrescentados do estado da Flórida, Bush alcançou 271 votos eleitorais, o suficiente para derrotar o candidato oponente. Bush foi reeleito em 2004. Seu segundo mandato foi encerrado em 20 de janeiro de 2009.
Após os Ataques terroristas de 11 de Setembro de 2001, Bush empreendeu um combate à nível global contra o Terrorismo, o que ficou conhecido como "Guerra ao Terror". Como parte deste processo, o governo Bush liderou a Invasão ao Afeganistão com o objetivo de depor o Talibã e aAl-Qaeda, esta última cujo líder, Osama bin Laden, foi responsável pelos ataques terroristas. Em março de 2003, Bush foi autorizado pelo Congresso a iniciar uma invasão ao Iraque, afirmando que o país estaria violando severamente a "Resolução 1441" do Conselho de Segurança das Nações Unidas.
As taxas de aprovação do governo Bush atingiram em diferente momentos, os números mais baixos da história norte-americana. Bush iniciou sua presidência com taxas de aprovação de 50%. Logo após a crise interna ocasionada pelos Ataques de 11 de Setembro, as pesquisas indicavam 85% de aprovação ao governo, sendo que em outubro de 2001, as taxas subiram para 92%. Entretanto, durante o segundo mandato presidencial de Bush, as taxas de aprovação declinaram devido principalmente aos problemas econômicos e à imagem negativa das operações militares no Oriente Médio. Em julho de 2008, pouco menos de um ano antes de Bush encerrar seu mandato, as taxas de aprovação eram de 22-27%.

## Posse
Bush foi empossado em 20 de janeiro de 2001, tendo concluído o juramento de posse às 12:01 (horário de Washington). A cerimônia foi presidida pelo Chefe de Justiça William Rehnquist diante de um público estimado em 300 mil pessoas. Na véspera da posse, a primeira-dama-eleita Laura Bush organizou uma celebração aos 'Autores da América' em Washington, D.C.
Milhares de manifestantes marcaram presença na posse de Bush, protestando contra as políticas de Bush e contra as controvérsias dos resultados eleitorais. Quatro destes manifestantes foram detidos e o Cadillac One acabou sendo atingido por uma bola de tênis arremessada durante a confusão. No entanto, a cerimônia foi bem recebida pelo público em geral.

## Gabinete
O gabinete de George W. Bush incluiu nomes proeminentes em governos anteriores. O Secretário de Estado, Colin Powell, havia sido membro do Gabinete Reagan e o Secretário de Defesa, Donald Rumsfeld, havia sido Chefe Executivo da Casa Branca durante a presidência de Gerald Ford. O Vice-presidente Dick Cheney, por sua vez, havia sido Secretário de Defesa durante a presidência de George H. W. Bush.
Havia somente um não-Republicano no gabinete Bush: o Secretário de Transportes Norman Mineta, que inclusive foi também o primeiro asiático a integrar o Gabinete presidencial estadunidense, era filiado ao Partido Democrata. Mineta renunciou ao cargo em julho de 2006 alegando "buscar outros desafios". Mary Peters, filiada ao Partido Republicano, foi nomeada e confirmada pelo Senado para sucedê-lo na pasta.
Em 2006, Bush substituiu o Chefe de Gabinete Andrew Card por Joshua Bolten e promoveu outras mudanças de gabinete com o intuito de revitalizar a aparência do governo. Como parte destas mudanças, Bush nomeou o ex-diretor da CIA Robert Gates como Secretário de Defesa. Gates permaneceu no cargo até meados da Presidência de Barack Obama.

### Nomeações dos gabinetes
Membros de gabinete
- Presidente: George W. Bush
- Vice-presidente: Dick Cheney
- Secretário de Estado: Colin Powell (2001–2005); Condoleezza Rice (2005–2009)
- Secretário do Tesouro: Paul O'Neill (2001-2005)
- Secretário de Defesa: Donald Rumsfeld (2001-2006); Robert Gates (2006-2009)
- Procurador-geral: John Ashcroft (2001-2005); Alberto Gonzales (2005-2007); Michael Mukasey (2007-2009)
- Secretário do Interior: Gale Norton (2001-2006); Dirk Kempthorne (2006-2009)
- Chefe de Gabinete: Andrew Card (2001-2006); Joshua Bolten (2006-2009)

Membros de conselhos
- Conselheiro Nacional de Segurança: Condoleezza Rice (2001-2005); Stephen Hadley (2005-2009)
- Embaixador às Nações Unidas: John Negroponte (2001–2004); John Danforth (2004); John R. Bolton (2005–2006); Zalmay Khalilzad (2007–2009)

### Nomeações ao judiciário
Suprema Corte dos Estados Unidos
George W. Bush indicou os seguintes juízes para integrar a Suprema Corte:
- John G. Roberts – 2005[15]
- Harriet Miers – 2005[16]
- Samuel Alito – 2006[17]

## Política externa
Durante a campanha eleitoral, o programa de governo de Bush incluiu apoio econômico à América Latina, especialmente ao México, e redução do envolvimento em campanhas militares ao redor do planeta.
As percepções públicas iniciais do governo Bush detectaram pouco interesse em assuntos diplomáticos. Contudo, Bush iniciou mudanças significativas na política externa estadunidense através da saída do país do "Tratado de Mísseis Antibalísticos com a Rússia". A medida teve como objetivo ampliar a produção de mísseis pelos Estados Unidos visando um planejamento próprio. Em junho de 2001, Bush concedeu um discurso em Iowa enfatizando a política de mísseis pós-Guerra Fria. A retirada do apoio norte-americano à Corte Penal Internacional também rendeu inúmeras críticas por parte de demais líderes mundiais. Bush alegou publicamente que a Corte estivesse limitando a autoridade do sistema judiciário norte-americano.
Apesar do apoio de republicanos e conservadores, a opinião pública global estava apreensiva quanto a qualquer política de arbitragem exclusiva por parte dos Estados Unidos. No entanto, Bush não somente condenou publicamente Kim Jong-Il e seu regime Stalinista, como concedeu apoio a Taiwan contra a República Popular da China e empreendeu uma intervenção militar no Haiti e na Libéria para promover transições democráticas de governo nos dois países.

### Oriente Médio
Após o aumento das ondas de violência no Oriente Médio e observando as falhas de negociações da Presidência Clinton, Bush passou a defender uma aproximação do conflito entre Israel e Palestina. Inicialmente, Bush rejeitou o líder palestino Yasser Arafat por não ter localizado os grupos terroristas sob solicitações de Ariel Sharon, porém tornou-se o primeiro presidente norte-americano a defender interesses de ambos os países envolvidos no conflito; Bush defendeu a criação do Estado palestino coexistindo pacificamente com Israel. Além disto, esforçou por promover diálogo entre os governos de Ariel Sharon e Mahmoud Abbas, permanecendo entretanto com visões negativas a respeito de Yasser Arafat. Após a morte de Arafat, Bush apoiou eleições democráticas na Autoridade Nacional Palestina.
Após os Ataques de 11 de Setembro, o grupo Talibã rejeitou conceder informações precisas sobre Osama bin Laden às autoridades estadunidenses. Bin Laden, o planejador e organizador principal dos ataques terroristas em 2001, estaria vivendo nas regiões montanhosas do Afeganistão. Em contrapartida, Bush autorizou uma invasão militar ao país, tendo como resultado a deposição do governo afegão e a expulsão das forças terroristas da capital Cabul. Contudo, a maioria dos membros da AL-Qaeda, incluindo o próprio Bin Laden, não foram capturados e permaneceram ativos até meados de 2011. Bush foi severamente criticado por supostamente enviar baixo efetivo às operações no Oriente Médio e, consequentemente, falhando em pontos cruciais. Meses após a invasão, o governo Bush neutralizou as finanças da Al-Qaeda e capturou os principais líderes do grupo terrorista.
Iraque

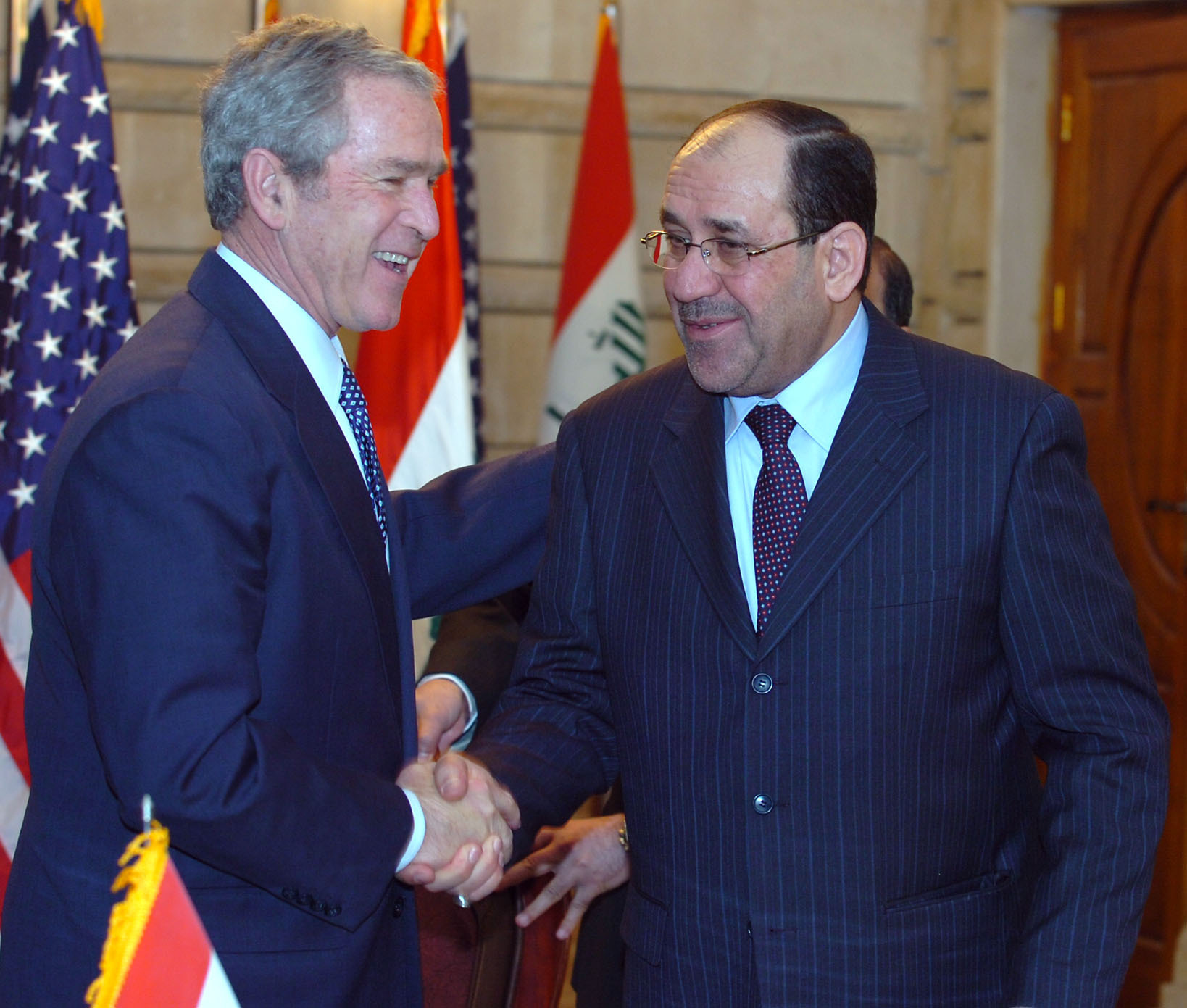
George W. Bush e o Primeiro-ministro iraquiano Nouri al-Maliki, em dezembro de 2008.

A partir do "Ato de Liberação do Iraque", sancionado por Bill Clinton em 1998, o governo estadunidense conclamou uma mudança de regime no Iraque. A plataforma eleitoral de 2008 dos Republicanos mencionava "plena implementação" do Ato e a deposição do Presidente Saddam Hussein, com foco na reconstrução de uma coalizão, estabelecimento de sanções e inspeções internacionais e apoio político ao Congresso Nacional Iraquiano.
Em novembro de 2001, Bush solicitou ao Secretário de Defesa, Donald Rumsfeld, que iniciasse um planejamento de guerra. Nos primórdios de 2002, Bush passou a expressar publicamente seu desejo por mudanças políticas no país do mundo árabe, indicando que o governo de Hussein mantinha ligações fortes com grupos terroristas. Outra suposição do governo Bush era de que Hussein investia secretamente na produção de armas de destruição em massa, a despeito das inspeções promovidas pelas Nações Unidas. Em janeiro de 2003, as estratégias diplomáticas começaram a declinar em favorecimento das coalizões com outras potências mundiais.
Apesar de não obter autorização do Conselho de Segurança das Nações Unidas, em 17 de março de 2003, George W. Bush oficialmente declarou guerra ao Iraque, colocando como objetivos das operações militares: "garantir a segurança nacional" dos Estados Unidos.
Saddam Hussein foi deposto e passou a viver refugiado no interior do país após a captura de Bagdá pelas tropas norte-americanas. Hussein foi localizado e preso em dezembro do mesmo ano, porém a guerra prosseguiu com inúmeros ataques e investidas populares contra as forças norte-americanas. Eventualmente, o número de mortos e feridos após o domínio norte-americana tendeu a aumentar, superando as taxas do início do conflito. Milhares de civis foram assassinados durante o conflito. No entanto, nos anos seguintes, Bush esforçou-se por manter uma visão otimista.

### Europa
Após os Ataques terroristas de 11 de Setembro, George W. Bush trabalhou fortemente com os aliados da OTAN, visando combater o Talibã e a Al-Qaeda no Afeganistão. Contudo, a Invasão ao Iraque em 2003 desencadeou certas tensões diplomáticas com França e Alemanha - duas das maiores potências regionais europeias. No entanto, as relações com o continente europeu foram fortalecidas através dos governos de Tony Blair, no Reino Unido, e Silvio Berlusconi, na Itália. Bush iniciou seu segundo mandato, em 2004, com ênfase no fortalecimento das relações com o Velho continente; notou-se no seu segundo mandato uma tentativa de equilibrar as relações com diversos regimes políticos da região. O presidente norte-americano enalteceu os esforços pró-democráticos na Geórgia e na Ucrânia, mas também incrementou a assistência econômica e militar ao Cazaquistão e ao Azerbaijão - ambos países em regimes antidemocráticos.

### Apoio internacional
Em julho de 2004, em um pronunciamento ao programa Food for Peace, Bush destacou as ações humanitárias dos Estados Unidos. Iniciando que "milhares estavam enfrentando grandes aflições...," afirmou que "a América têm uma chamado especial à oferecer apoio..." Após as eleições de 2004, contudo, o governo Bush passou a cortar o apoio financeiro à instituições de caridade. O déficit, de mais de 100 milhões de dólares, levou as instituições de caridade à suspender ou eliminar os programas de caridade que já haviam sido aprovados para ampliar a agricultura, educação e acesso à saúde em alguns países pobres.
Enquanto os Estados Unidos prosseguia nos seus programas de ajuda financeira internacional, o governo Bush foi especificamente criticado pelos seus impactos aos Objetivos de Desenvolvimento do Milênio das Nações Unidas. Outros países, em sua maioria membros da OCDE, também obtiveram falhas severas em seu compromisso de direcionar até 0.7% de seu PIB para reduzir a pobreza no mundo até 2015.

## Filosofia política
A filosofia política do governo Bush é descrita como neoconservadora. Os elementos específicos de liderança neoconservadora são vistos nos papéis políticos da alta membresia do Projeto para o Novo Século Americano, e representados na perspectiva editorial do jornal Weekly Standard. Oficiais administrativos selecionados na membresia do Projeto para o Novo Século Americano (PNAC) começaram com a seleção de um candidato para a Vice-presidência, Dick Cheney. Outros incluíam Richard Armitage, Zalmay Khalilzad, Lewis Libby, Richard Perle, Donald Rumsfeld e Paul Wolfowitz.
Em setembro de 2000, o PNAC publicou um relatório intitulado Rebuilding America's Defenses: Strategies, Forces, and Resources For A New Century, procedente "da crença de que a América deveria buscar preservar e ampliar sua posição de liderança global mantendo a proeminência das forças militares norte-americanas". O grupo afirmou que quando a diplomacia ou as sanções falham, os Estados Unidos devem estar prontos a tomar medidas militares. O PNAC argumentou que o deslocamento de forças na Guerra Fria teria sido obsoleto.
A série de medidas política seguidas durante a presidência de George W. Bush ficaram conhecidas como "Bushismo" ou Doutrina Bush, cuja principal característica ficou eternizada pelo rigor das relações diplomáticas e, especialmente, com os países do Oriente Médio. O governo Bush foi severamente marcado pela grande frequência de conflitos com os países do Oriente, levando o próprio Presidente a afirmar que era "o Presidente das guerras".